# Ambassador Bridge
Die Ambassador Bridge ist eine Hängebrücke über den Detroit River, die Detroit in den USA mit Windsor (Ontario) in Kanada verbindet.

## Beschreibung
Die vierspurige Straßenbrücke ist der belebteste Grenzübergang zwischen den USA und Kanada. An ihren beiden Enden befinden sich große Kontrollstationen. Über 25 % des Warenaustausches zwischen den USA und Kanada werden über diese Brücke transportiert. Die einzigen anderen Möglichkeiten, den Detroit River zu queren, sind der zweispurige Detroit-Windsor Tunnel sowie der Michigan Central Railway Tunnel. Daneben gibt es noch eine Fähre, die nur LKW transportiert und für Gefahrguttransporte vorgesehen ist, die weder auf der Brücke noch im Straßentunnel zugelassen sind. Die nächste oberirdische Straßenverbindung zwischen den USA und Kanada ist die rund 100 km weiter nördlich stehende Blue Water Bridge zwischen Port Huron (Michigan) und Sarnia.
Die Hängebrücke war mit einer Spannweite von 564 m bei ihrer Eröffnung am 15. November 1929 die Brücke mit der größten Spannweite der Welt, bis sie 1931 von der George Washington Bridge abgelöst wurde.
Nur das Brückendeck der den Fluss überspannenden Hauptspannweite hängt mittels vertikaler Abhänger von den zwei parallel verlaufenden Tragseilen, die hier in Form einer Kettenlinie bis etwa Fahrbahnhöhe durchhängen. Diese Seile laufen jeweils über eine Säule der zwei an Land stehenden Pylonen und beidseits ohne Traglast vergleichsweise geradlinig schräg hinunter zu massiven Verankerungsbauwerken nahe der Brückenköpfe.
Das Deck des längsten mittleren Brückenfelds ist an beiden Längsseiten mittels Fachwerkträgern gegen Verwinden versteift. Die beiden anschließenden Brückenfelder weisen jeweils einen Fachwerkträger unter dem Deck auf. Mit noch weiteren folgenden Rampenbrücken ermöglichen sie die lichte Höhe der Brückenmitte von 46,33 m über Wasser.
Jeder der zwei 118 m hohen Pylone besteht aus zwei schlanken Stahlsäulen zwischen denen die Abfolge der Decks samt ihren Fachwerken verläuft. Eine X-förmige Verstrebung des Säulenpaars und eine horizontale Strebe – mit Auflagen – verläuft unter den Decks. Markant sichtbar sind über der Fahrbahn folgende 3 weitere große (rechtwinkelige) „X“. Darüber schließt ein horizontales Band aus zwei übereinander liegenden Querträgern an, ihrerseits querverstrebt mit 3 kleinen „X“. Jede Säulenspitze formt mit einer gebogenen Rille Unterstützung für ein Tragseile. Zwischen den Spitzen beider Pylone steht auf einem filigranen Gerüst der Schriftzug „Ambassador Bridge“, zweiteilig und die Pylonspitzen überragend. Die Buchstaben sind nachts erleuchtet; an den Tragseilen sind Lichterketten befestigt.
Der Name der Ambassador Bridge beruht auf einer Idee ihres Initiators Joseph A. Bower, der in ihr einen Botschafter zwischen den beiden Ländern sah. Die mautpflichtige Ambassador Bridge gehört über eine gleichnamige Gesellschaft der Detroit International Bridge Company und ihrer kanadischen Tochtergesellschaft The Canadian Transit Company. Nach Bowers Tod im Jahre 1977 zog sich auch die Bower-Familie aus dem Geschäft zurück.
1979 erwarb die Central Cartage Company, eine Familiengesellschaft unter Leitung von Manuel J. Moroun (1927–2020), die Mehrheit an den Brückengesellschaften. Moroun war im Nachbarort Grosse Pointe (Michigan) ansässig und wurde vom Forbes Magazine zu den reichsten Amerikanern gezählt. Der einzige Sohn, Matthew Moroun, hat als Erbe die Leitung der Familienunternehmen übernommen.
Zur allgemeinen Überraschung erhielt Moroun 2017 von der kanadischen Regierung die Baugenehmigung für eine neue Brücke, die die marode Ambassador Bridge ersetzen soll. Zusammen mit der Gordie Howe International Bridge könnten demnach bis zum allfälligen Abriss der Ambassador Bridge drei Brücken den Detroit River in geringem Abstand queren.
Im Februar 2022 wurde das Bauwerk in Zusammenhang mit den Protesten wegen der COVID-19-Pandemie in Kanada von Truckern blockiert.

## Technische Einzelheiten
Die Ambassador Bridge hat bei ihrer Spannweite von 564 m (1850 ft) auf beiden Seiten der Fahrbahn vergleichsweise niedrige Fachwerkträger zur Versteifung, die, anders als bis dahin üblich, keine Querstreben oberhalb der Fahrbahn haben. Sie ist damit ein frühes Beispiel für eine Hängebrücke, die von Leon Moisseiff beeinflusst und nach der von ihm weiterentwickelten Deflektionstheorie konstruiert wurde.
Ihre vierspurige Fahrbahn ist 14,3 m (47 ft) breit; an der westlichen Seite hat sie einen 2,4 m (8 ft) breiten Gehweg, der allerdings seit langem für den Verkehr gesperrt ist. Ihre lichte Höhe von 46,33 m (152 ft) ist rund 5 m höher als die traditionellen 135 ft, die seit der Brooklyn Bridge in New York galten. Die schlanken, durch diagonale Streben versteiften Pylone sind 118 m (386 ft) hoch und stehen auf Betonfundamenten, die bis auf den felsigen Untergrund 35 m (115 ft) unter der Oberfläche reichen. Nur das mittlere Brückenfeld hängt an den Tragkabeln. Die Felder zwischen den Pylonen und den Ankerblöcken sind eigenständige Brücken mit deutlich höheren Fachwerkträgern, die auf schmalen Fachwerkstützen lagern. Sie sind allerdings nicht gleich lang. Die Brücke auf der US-Seite ist 297 m (973 ft) lang, die auf der kanadischen Seite ist nur 249 m (817 ft) lang. Das Brückenbauwerk zwischen den Ankern ist 1109 m (3640 ft) lang. Daran schließen sich stählerne Rampenbrücken an, wobei die Rampe auf der US-Seite eine maximale Steigung von 5 % hat und 436 m (1431 ft) lang ist, während die Rampe auf der kanadischen Seite eine maximale Steigung von 3,25 % hat und 734 m (2409 ft) lang ist. Einschließlich der Rampen ist die Brücke rund 2280 m lang.
Die Tragkabel wurden im Luftspinnverfahren aus jeweils 7622 kalt gezogenen, galvanisierten Drähten hergestellt, die zunächst in 37 Strängen mit je 206 Drähten gebündelt und in einem sechseckigen Profil zusammengefasst wurden. Anschließend wurden sie von hydraulischen Seilpressen zu einem runden Kabel zusammengepresst und mit Korrosionsschutz ummantelt. Nach dem Einbau des Brückendecks und der daraus entstehenden Belastung der Seile mit dem Eigengewicht der Brücke wurden sie noch mit einem Isolierdraht als Korrosionsschutz umwickelt. Die Anker der Tragkabel wurden ebenfalls bis auf den felsigen Untergrund abgesenkt. Die Bauwerke für die Anker entsprechen 16-stöckigen Gebäuden, von denen sich die Hälfte im Untergrund befindet.

## Gordie Howe International Bridge
Seit etwa 2004 gibt es Projekte für eine zweite Brücke, die zunächst unter der Bezeichnung Detroit River International Crossing (DRIC), später als New International Trade Crossing (NITC) verfolgt wurden und von der öffentlichen Hand gebaut und betrieben werden sollen. Die Vorschläge führten zu heftigen, auch gerichtlich geführten  Auseinandersetzungen mit Manuel Moroun, der mit dem Vorschlag konterte, selbst eine zweite Brücke zu bauen. Am 12. April 2013 veröffentlichte das US-Außenministerium eine Erlaubnis des Präsidenten für den NITC. Weitere gerichtliche Verfahren endeten im Februar 2015 vor dem US Supreme Court, der den Bau einer zweiten Brücke zuließ.
Die neue Brücke wird zur Erinnerung an den Eishockeyspieler Gordie Howe „Gordie Howe International Bridge“ genannt. Sie soll von der Windsor–Detroit Bridge Authority (WDBA) als Public-Private-Partnership errichtet werden. Im Januar 2016 wurden drei präqualifizierte Bieter benannt. Der Bau begann 2017 und soll im September 2025 abgeschlossen werden.

## Geschichte

### Projektierung
Vorschläge für eine Brücke wurden seit 1872 immer wieder gemacht, unter anderem auch von Gustav Lindenthal. Kurz nach dem Ersten Weltkrieg entwickelte Charles Evan Fowler Pläne für eine Hängebrücke mit vier Eisenbahn- und zwei Straßenbahngleisen, sechs Kfz-Fahrspuren und zwei breiten Gehwegen. Die Pläne führten zur Gründung der Canadian Transit Company und der American Transit Company, die auch vom kanadischen Parlament und vom amerikanischen Kongress die Lizenz zum Bau der Brücke erhielten, aber das Projekt scheiterte. John W. Austin, ein Detroiter Geschäftsmann, der den Auftrag für den Anstrich einer zukünftigen Brücke verfolgte und deshalb einer ihrer großen Befürworter war, sprach C.D. Marshall an, einen der Inhaber von McClintic-Marshall Company, einem renommierten Stahlbauunternehmen aus Pittsburgh, der ihn bei Joseph A. Bower einführte, einem in Detroit geborenen Finanzier aus New York. Nach der Überprüfung verschiedener amerikanischer und europäischer Brückenprojekte übernahm Joseph A. Bower 1924 die beiden Gesellschaften mit den Lizenzen, machte aus der amerikanischen Gesellschaft die Detroit International Bridge Company, ernannte John W. Austin zum Leiter der Finanzen und beauftragte McClintic-Marshall mit der Planung und dem Bau der damals längsten Hängebrücke der Welt. Trotz des von anderer Seite verfolgten Tunnelbaus arrangierte Bower die Finanzierung des Projekts und war in der Lage, die vielfältigen Zustimmungen zu dem Vorhaben zu erlangen, unter anderem vom Präsidenten der Vereinigten Staaten, dem Governor-General von Kanada, dem US-Kriegsministerium, dem kanadischen Eisenbahnminister, dem Staat Michigan, der Provinz Ontario, verschiedenen Schifffahrtsbehörden, der betroffenen kanadischen Gemeinde und ihrer Bezirksverwaltung sowie – nach Anhebung der geplanten (und seit der Brooklyn Bridge (1883) in New York üblichen) lichten Höhe von 41,15 m (135 ft) auf 46,33 m (152 ft) – auch des Gemeinderats von Detroit. Nur der um seine Wiederwahl besorgte Detroiter Bürgermeister John W. (Johnny) Smith legte sein Veto ein, sprach sich gegen die Brücke aus und verlangte ein Referendum. Nach öffentlichen Diskussionen und vielfältigen Pressekampagnen stimmte die Bevölkerung am 28. Juni 1927 mit großer Mehrheit für die Brücke. Kurz darauf verlor Smith auch seine Wiederwahl.

### Bauphase
Die Bauarbeiten hatten indes schon am 7. Mai 1927 mit einer feierlichen ersten Probebohrung begonnen, da sonst die Lizenz für den Brückenbau wenige Tage später verfallen wäre. Am 20. Juli 1927 wurde der endgültige Bauvertrag unterzeichnet, nach dem McClintic-Marshall die Brücke bis zum 16. August 1930 fertigzustellen hatte. Im Fall einer Verspätung hätte das Unternehmen die in der Zeit anfallenden Zinsen zahlen müssen, bei vorzeitiger Fertigstellung standen ihm die Hälfte der Mauteinnahmen zu.
Die Planung der Brücke stammte von McClintic-Marshall, die sich, wie üblich, von einer Reihe beratender Ingenieure unterstützen ließen, unter anderen hinsichtlich der Struktur des Hängewerks von Leon Moisseiff, der sich durch die Anwendung der Deflektionstheorie und die dadurch ermöglichten leichteren Konstruktionen einen Namen gemacht hatte. Auf ihn gehen der Verzicht auf die Querverstrebungen oberhalb der Fahrbahn, eine reduzierte Höhe des Fahrbahnträgers und die Verwendung von Stahllegierungen mit Silicium zurück, durch die die schlanken Pylone möglich wurden.
Joseph A. Bower bzw. die Detroit International Bridge Company als Bauherr beauftragten Ralph Modjeski mit der Beratung in allen bautechnischen Angelegenheiten sowie der Bauüberwachung und technischen Abnahme.
Der Bau verlief anfänglich problemlos. Die vier Seile für die Catwalks wurden zunächst von Booten aus auf den Grund des Detroit River abgelassen und am 8. August 1928 gleichzeitig in kurzer Zeit zu den Pylonspitzen hochgezogen. Joseph A. Bower machte aus diesem technisch unbedeutenden Vorgang ein großes, medienwirksames Ereignis, bei dem geladene Gäste und 4000 Zuschauer das Lifting of the Cables feierten. Nach der Fertigstellung der Catwalks inszenierte er am 15. September 1928 das First Public Crossing, bei dem sich einige mutige Gäste und Pressevertreter auf ein Catwalk wagen durften.
Für die Tragkabel hatten die Spezifikationen die Verwendung der üblichen, kalt gezogenen Drähte vorgesehen. In der Zwischenzeit waren wärmebehandelte Drähte aus Stahl mit hohem Kohlenstoffanteil auf den Markt gekommen, die zugfester und billiger sein sollten. Diese Drähte wurden schon beim von David B. Steinman geleiteten Bau der Mount Hope Bridge verwendet, die zu dieser Zeit ebenfalls von McClintic-Marshall errichtet wurde. Weitere Tests und eine Werksbesichtigung u. a. durch Modjeski und Moisseiff verliefen positiv, so dass diese Drähte auch bei der Ambassador Bridge für die Herstellung der Tragseile eingesetzt wurden, die in der Zeit vom 24. September bis 27. Dezember 1928 erfolgte.
Aufgrund des Baufortschritts überlegte man, die Brücke schon am 14. Juli 1929 zu eröffnen. Ende Februar gab es jedoch Informationen über Drahtbrüche bei der Mount Hope Bridge, worauf der Bauleiter von McClintic-Marshall am 1. März die weiteren Arbeiten an der Ambassador Bridge einstellte. Untersuchungen der Seile und Steinmans Entscheidung zum Austausch der Seile auf der Mount Hope Bridge führten Ende März auch bei der Ambassador Bridge zu der Entscheidung, die Seile auszutauschen. Dies bedeutete den Rückbau von rund 100 m Brückendeck auf beiden Seiten, die Entfernung der Hänger, die stückweise Entfernung der Tragseile und ihrer einbetonierten Verankerungen – alles Tätigkeiten, für die es weder Vorbilder noch erprobte Arbeitsabläufe gab. Dennoch konnte Mitte Juni 1929 auf neu angelegten Catwalks mit dem Spinnen der neuen Seile begonnen werden, die innerhalb von zwei Monaten fertiggestellt wurden.
Am 11. November 1929 fand die feierliche Eröffnung im Rahmen einer großen Veranstaltung mit Militärparaden, Blaskapellen, Ansprachen auf den beiden Seiten der Brücke und insgesamt etwa 150.000 Zuschauern statt. Am 15. November 1929 begann der reguläre Verkehr über die Brücke – immer noch neun Monate vor dem vertraglich vereinbarten Fertigstellungstermin.

### Betriebszeit
Etwa zwei Monate vor der Eröffnung hatte in New York der Börsencrash stattgefunden, dem die Great Depression in den 1930er Jahren folgte, von der insbesondere die Industrie in Michigan betroffen wurde. 1930 hatten noch 1.600.000 Fahrzeuge die Brücke überquert; 1934 war mit 586.730 Fahrzeugen der Tiefpunkt erreicht. Die Brückengesellschaft machte jahrelang Verluste. 1938 musste sie in den USA und in Kanada Gläubigerschutz beantragen. Die Sanierungsmaßnahmen bestanden im Wesentlichen darin, dass die von der Brückengesellschaft herausgegebenen Anleihen samt den aufgelaufenen Zinsforderungen in Aktien der Gesellschaft umgewandelt wurden.
Trotz aller finanzieller Schwierigkeiten war die Brücke stets ordentlich betrieben und gewartet worden.
Nach einer ersten Besserung brachte der Beginn des Zweiten Weltkriegs neue Probleme. Kanada nahm an ihm von Anfang an teil und reduzierte den Grenzverkehr. Als die USA in den Krieg eintraten, wurde dort das Benzin rationiert, was den Lkw-Verkehr aber weniger betraf.
1945 fuhren erstmals wieder mehr als 1 Million Fahrzeuge über die Brücke. Zwar besserte sich die Lage von da an, aber Probleme gab es dennoch: Kanada führte 1947 ein Sparprogramm ein, später ein Verbot, kanadische Dollar zu transferieren. Die US-Zollbehörde (United States Customs Service) verlangte die Bezahlung der an der Brücke geleisteten Überstunden; der Detroit-Windsor Tunnel war weiterhin eine ernstzunehmende Konkurrenz; die Wirtschaftsflaute von 1957–1960 hinterließ Spuren; es gab jahrelange Auseinandersetzungen mit dem US-Zoll, der nicht zu einer 24-stündigen Abfertigung bereit und auch sonst nicht kooperativ war, und auch die neue Interstate 75 führte unmittelbar am Ausgang des Abfertigungsgeländes vorbei, ohne dass darüber jemals mit der Brückengesellschaft gesprochen worden wäre.

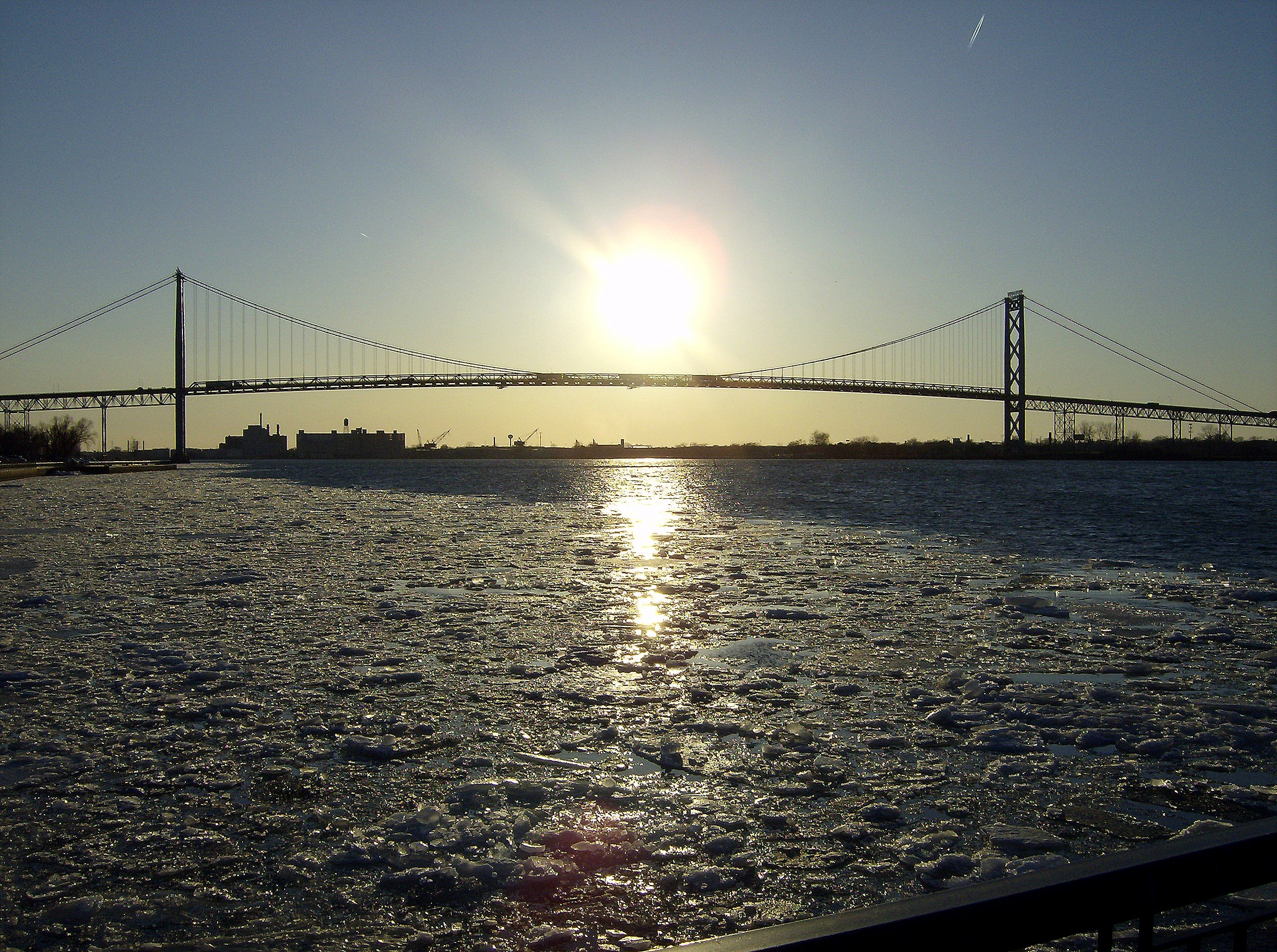
Ambassador Bridge vom Detroiter Ufer, von Norden aus gesehen, Eisfluss am Detroit River, März 2007.

Das im Laufe der Zeit wechselnde Management der Brücke nahm zahlreiche Renovierungsarbeiten vor und verbesserte die Ankunftsbereiche. Das ursprüngliche Schwarz der Brücke blieb auch bei den Anstricharbeiten lange erhalten, da hellere Farben durch die Luftverschmutzungen in Detroit schnell unansehnlich wurden. Die Zufahrtsrampe auf der US-Seite war ursprünglich mit großen Granit-Steinen gepflastert, um eine bessere Haftung zu erreichen. Bei einer Erneuerung des Fahrbahnbelages wurde dieses Granitpflaster entfernt; mit Zustimmung des kanadischen Zolls erhielt die Gemeinde Windsor die Pflastersteine zur Ausschmückung von Parks und Grünanlagen.
1981 wurden Lichterketten entlang der Tragseile installiert. Die Brücke wurde in den Jahren 1995 bis 2000 bei einer Anstricherneuerung blau-grün (englisch teal) gestrichen.